# Najwa Binshatwan
Najwa Binshatwan (arabiska: نجوى بن شتوان), född 1970, är en libysk författare. Hon var en av de 39 arabiska författare under 40 år som valdes ut till antologin Beirut 39, huvudprojektet när Beirut var Unescos bokhuvudstad 2009.